# Ведмеденко Григорій Дем'янович
Григорій Дем'янович Ведмеденко (нар. 2 квітня 1928, с. Хвощівка, Хорольський район, Полтавська область, Українська РСР, СРСР — пом. 25 лютого 2006) — український інженер-конструктор, винахідник та поет.

## Життєпис
З дитинтства мав нахил до малювання та літературної творчості, але війна внесла свої жорстокі корективи. По закінченні сільської семилітки 1941 року, довелося працювати молотобійцем, ковалем, слюсарем, на різних польових роботах у колгоспі, допомагаючи матері та трьом малолітнім (сестричкам і братику) вижити в тяжких умовах лихоліття.
Коли в 1945 року повернувся батько з війни, освіту вдалося продовжити: спочатку в Хоролі в технікумі механізації сільського господарства, а потім — в Харківському інституті механізації та електрифікації сільського господарства, вечірнє відділення якого закінчив 1956 року. Значно пізніше, 1977 року, закінчив Державні трирічні курси іноземних мов (англійське відділення). Гуманітарні знання здобував шляхом самоосвіти.
Під час навчання у вузі і після його закінчення працював у тому ж навчальному закладі лаборантом, зав.лабораторією, викладачем.
З 1960 по 1990 рік — провідний конструктор Всесоюзного науково-дослідного інституту технології електромашинобудування. За цей час розробив і впровадив у виробництво гаму спеціальних технологічних машин. Автор 18 винаходів з означеної галузі техніки.
З кінця 80-х років-активний учасник громадсько-політичного життя Харкова, з 1990 по 1994 рік — депутат Харківської обласної Ради народних депутатів. Упродовж двох років очолював Харківське громадське національно-культурне товариство «Спадщина», першу демократичну організацію Харківщині часів «Перебудови».
Друкуватися почав з 1992 як автор публіцистичних нарисів та віршів у різних періодичних виданнях («Слобідський край», «Нова доба», «Зоря Полтавщини», «Інформаційний бюлетень», «Наша віра», «Вісник Кременчука», «Вісті Хорольщини», журнал «Перець», «Зоря вечорова» тощо). В хорольській центральній районній бібліотеці є літературний куток Григорія Ведмеденко.

## Творчий доробок
Григорій Дем'янович Ведмеденко — автор поетичних збірок «Стежки до себе»(2003), «Ознака епохи» (2005), «Кожному своє» (2006), «Трави з-під асфальту» (2006), «Вічності мить» (2008).
Ніна Супруненко, член Національної спілки письменників України так написала про поета в передмові до його збірки «Вічності мить» 
|  | Григорій Ведмеденко ввійшов у літературу органічно і спокійно, як сонця промені входять в прозорі води ріки, як місяць входить в світлу хмару, як вода входить в животворний чорнозем. Його поезія, настояна на ароматах степів зміцнена вірою в добро та справедливість, не залишає серце байдужим. Тонке відчуття природи, любов до людей, почуття відповідальності перед собою та іншими завжди читаються в його поетичних рядках |

Олекса Марченко, член Національної спілки письменників України в передмові до книги Григорія Ведмеденко «Трави з-під асфальту» написав
|  | Читачу, перечитай збірку Григорія Дем'яновича Ведмеденка — то частина його серця, що належить Слобожанщині й Полтавщині, тобто, щоб зрозуміти поета, прийди в обійми його Вітчизни. |

Віктор Бойко, відомий український поет і член Національної спілки письменників України написав в передумові до його збірки «Стежки до себе» :
|  | Григорій Ведмеденко приходить до себе і до читача нелегкими стежками. Він пише за «велінням серця» і покликом душі, пише про те, що знає, що звідав у своєму непростому і нелегкому житті, розповідає про «стежки до себе» |

## Приміти
1. ↑  Хорольська центральна районна бібліотека [Архівовано 7 травня 2018 у Wayback Machine.] в редакції Л. В. Сайно надрукувала збірку поета під назвою «Кожному своє»

| українська література | Це незавершена стаття про українського письменника. Ви можете допомогти проєкту, виправивши або дописавши її. |